# Coupe de Chine 2024
Navigation
Édition précédente Édition suivante
La Coupe de Chine est une compétition internationale de patinage artistique qui se déroule en Chine au cours de l'automne. Elle accueille des patineurs amateurs de niveau senior dans quatre catégories: simple messieurs, simple dames, couple artistique et danse sur glace.
La dix-neuvième Coupe de Chine est organisée du 22 au 24 novembre 2024 au Centre culturel et sportif de Huaxi à Chongqing. Elle est la sixième compétition du Grand Prix ISU senior de la saison 2024/2025. 
Depuis le 1er mars 2022, l'Union internationale de patinage interdit aux patineurs artistiques et aux officiels de la fédération de Russie et de la Biélorussie de participer et d'assister à toutes les compétitions internationales en raison de l'invasion russe de l'Ukraine le 24 février 2022. Les athlètes russes et biélorusses ne peuvent donc participer à aucune épreuve du Grand Prix ISU 2024-2025, pour la troisième année consécutive.

## Résultats

### Messieurs
| Rang    | Nom               | Pays         | Points | Programme court | Programme court | Programme libre | Programme libre |
| ------- | ----------------- | ------------ | ------ | --------------- | --------------- | --------------- | --------------- |
| 1       | Shun Sato         | Japon        | 278.48 | 1               | 98.75           | 2               | 179.73          |
| 2       | Mikhail Shaidorov | Kazakhstan   | 276.17 | 2               | 93.21           | 1               | 182.96          |
| 3       | Adam Siao Him Fa  | France       | 252.53 | 3               | 91.22           | 3               | 161.31          |
| 4       | Nika Egadze       | Géorgie      | 247.54 | 4               | 87.73           | 4               | 159.81          |
| 5       | Matteo Rizzo      | Italie       | 243.82 | 5               | 84.92           | 6               | 158.90          |
| 6       | Daiwei Dai        | Chine        | 237.35 | 7               | 82.96           | 7               | 154.39          |
| 7       | Deniss Vasiljevs  | Lettonie     | 234.67 | 9               | 75.75           | 5               | 158.92          |
| 8       | Jin Boyang        | Chine        | 231.89 | 6               | 83.66           | 9               | 148.23          |
| 9       | Hyungyeom Kim     | Corée du Sud | 216.64 | 11              | 67.76           | 8               | 148.88          |
| 10      | Nicolaj Memola    | Italie       | 214.77 | 10              | 68.87           | 10              | 145.90          |
| 11      | Yudong Chen       | Chine        | 182.60 | 8               | 77.73           | 11              | 104.87          |
| Forfait | Wesley Chiu       | Canada       |        |                 |                 |                 |                 |

### Dames
| Rang | Nom                | Pays         | Points | Programme court | Programme court | Programme libre | Programme libre |
| ---- | ------------------ | ------------ | ------ | --------------- | --------------- | --------------- | --------------- |
| 1    | Amber Glenn        | États-Unis   | 215.54 | 2               | 70.84           | 1               | 144.70          |
| 2    | Mone Chiba         | Japon        | 211.91 | 1               | 70.86           | 2               | 141.05          |
| 3    | Chaeyeon Kim       | Corée du Sud | 208.47 | 4               | 69.27           | 3               | 139.20          |
| 4    | Rion Sumiyoshi     | Japon        | 202.45 | 3               | 70.48           | 4               | 131.97          |
| 5    | Rinka Watanabe     | Japon        | 196.95 | 5               | 69.08           | 6               | 127.87          |
| 6    | Kimmy Repond       | Suisse       | 195.91 | 6               | 67.71           | 5               | 128.20          |
| 7    | Madeline Schizas   | Canada       | 180.77 | 8               | 61.10           | 8               | 119.67          |
| 8    | Anastasia Gubanova | Géorgie      | 177.34 | 11              | 52.11           | 7               | 125.23          |
| 9    | Xiangyi An         | Chine        | 166.04 | 9               | 60.10           | 10              | 103.64          |
| 10   | Yi Zhu             | Chine        | 163.74 | 10              | 58.36           | 9               | 107.68          |
| 11   | Minchae Kim        | Corée du Sud | 154.39 | 7               | 62.94           | 12              | 91.45           |
| 12   | Hongyi Chen        | Chine        | 139.57 | 12              | 45.81           | 11              | 93.76           |

### Couples
| Rang | Nom                                    | Pays        | Points | Programme court | Programme court | Programme libre | Programme libre |
| ---- | -------------------------------------- | ----------- | ------ | --------------- | --------------- | --------------- | --------------- |
| 1    | Sara Conti / Niccolo Macii             | Italie      | 211.05 | 1               | 72.43           | 2               | 138.62          |
| 2    | Minerva Fabienne Hase / Nikita Volodin | Allemagne   | 209.36 | 2               | 68.44           | 1               | 140.92          |
| 3    | Lia Pereira / Trennt Michaud           | Canada      | 188.74 | 3               | 66.90           | 3               | 121.84          |
| 4    | Ioulia Chtchetinina / Michal Wozniak   | Pologne     | 177.04 | 4               | 61.11           | 5               | 115.93          |
| 5    | Katie McBeath / Daniil Parkman         | États-Unis  | 159.92 | 8               | 42.67           | 4               | 117.25          |
| 6    | Camille Mendoza / Pavel Kovalev        | France      | 157.11 | 6               | 54.01           | 6               | 103.10          |
| 7    | Isabella Gamez / Aleksandr Korovin     | Philippines | 151.26 | 7               | 50.65           | 7               | 100.61          |
| 8    | Yuchen Wang / Lei Zhu                  | Chine       | 136.90 | 5               | 55.14           | 8               | 81.76           |

### Danse sur glace
| Rang | Nom                                      | Pays       | Points | Danse rythmique | Danse rythmique | Danse libre | Danse libre |
| ---- | ---------------------------------------- | ---------- | ------ | --------------- | --------------- | ----------- | ----------- |
| 1    | Charlène Guignard / Marco Fabbri         | Italie     | 209.13 | 1               | 84.84           | 1           | 124.29      |
| 2    | Marjorie Lajoie / Zachary Lagha          | Canada     | 205.16 | 2               | 81.53           | 2           | 123.63      |
| 3    | Christina Carreira / Anthony Ponomarenko | États-Unis | 198.18 | 3               | 79.22           | 4           | 118.96      |
| 4    | Olivia Smart / Tim Dieck                 | Espagne    | 196.52 | 5               | 75.96           | 3           | 120.56      |
| 5    | Juulia Turkkila / Matthias Versluis      | Finlande   | 192.57 | 4               | 77.80           | 5           | 114.77      |
| 6    | Caroline Green / Michael Parsons         | États-Unis | 189.86 | 6               | 75.63           | 6           | 114.23      |
| 7    | Loïcia Demougeot / Théo Le Mercier       | France     | 185.23 | 7               | 73.50           | 8           | 111.73      |
| 8    | Diana Davis / Gleb Smolkin               | Géorgie    | 182.32 | 8               | 70.53           | 7           | 111.79      |
| 9    | Junfei Ren / Jianing Xing                | Chine      | 156.51 | 9               | 61.64           | 9           | 94.87       |
| 10   | Zixi Xiao / Linghao He                   | Chine      | 146.16 | 10              | 59.96           | 10          | 86.20       |

## Source
Résultats de la Coupe de Chine 2024 sur le site de l'ISU